# Pristav
Pristav (u lat. srednjovj. ispravama: pristaldus) je višeznačni starohrvatski naziv. Označavao je sudskoga službenika, visokoga dostojanstvenika, ali često i podređena tijela sudišta, koji po nalogu dostavljaju pozive, saslušavaju svjedoke, imenuju porotnike, nadziru postupak očevida.
U povijesti prava označavao je osobu osobita povjerenja čije su izjave o pojedinim pravnim činjenicama uživale pred sudom punu vjeru. Izjava mu je bila velike dokazne snage, a za lažne izjave pristava bile su strogo kažnjavane.
Pristav je po službi između javnopravne i privatnopravne. Pristav je naime bio privatna osoba s dodijeljenom ulogom javnoga službenika za određeni slučaj. Bio je velike uloge, jer pravno nisu bili važeći ni uvođenje u posjed niti polaganje prisege stranaka ako pristav nije bio nazočan. Pristav je mogao dobiti dužnost utvrđivanja opstojnosti i sadržaja izrečene presude.
Poslije, niži kvalificirani sudski i upravni činovnik. Dobio je ulogu pomoćnog sudskog tijela koje je pozivalo stranke pred sud i objavljivalo sudske poruke i naloge.
U srednjovjekovnoj Bosni postojao je dužnosnik pristav od dvora.